# 姚芬
姚芬（1967年1月2日—），中国前女子羽毛球运动员。她曾和林燕芬搭档在1992年巴塞罗那奥林匹克运动会中获得羽毛球女子双打铜牌。她也曾参加过世锦赛。